# شعب القات (ذي السفال)

تعديل مصدري - تعديل

شعب القات محلة تابعة لقرية وادي الكرابي، التابعة لعزلة العداني بمديرية ذي السفال إحدى مديريات محافظة إب في الجمهورية اليمنية، بلغ تعداد سكانها 24 حسب تعداد اليمن لعام 2004.